# الألوان الوطنية لأستراليا

شعار النبالة الأسترالي

ألوان أستراليا الوطنية هي الأخضر والذهبي. تم اعتمادها من قبل الحاكم العام لأستراليا ، السير نينيان ستيفن، في التاسع عشر من أبريل سنة 1984 بناء على نصيحة رئيس الوزراء آنذاك بوب هوك.
يمثل اللون الذهبي ، الزهرة الوطنية في أستراليا ؛ زهرة السنط كثيف الأزهار. تتكون أزياء المنتخبات الرياضية الأسترالية بشكل أساسي من اللونين الأخضر والذهبي كما تظهر الزهرة الذهبية الراسية والألوان الخضراء والذهبية على شعار النبالة في أستراليا.
قبل عام 1984 ، كانت ثلاث مجموعات من الألوان تمثل أستراليا بشكل غير رسمي:
- الأحمر، الأبيض والأزرق،
- الأزرق والذهبي.
- الأخضر والذهبي.

وفقاً للحكومة الأسترالية، «اشتهر الأخضر والذهبي كألوان رياضية وطنية منذ نهاية 1800 » . ترتدي معظم الفرق الرياضية الوطنية الأسترالية حاليا هذه الألوان (مع مراعاة اختلاف درجات ونسب هذه الألوان من فرقة لأخرى وعبر الزمن).